# Agaricaceae
La famiglia delle Agaricaceae include funghi basidiomiceti  conosciuti in passato come Tulostomataceae e Lepiotaceae.

## Descrizione
Vi appartengono funghi carnosi, facilmente decomponibili, eterogenei (con gambo e cappello distinti e facilmente separabili), con anello sempre presente, lamelle sempre libere, non decorrenti, con basidi intercalati o no da cistidi, spore di colore vario, provviste o meno del poro germinativo.

## Etimologia
Agaricaceae deriva dal genere Agaricus L. (dal greco agarikón = campestre) che inizialmente indicava tutti i funghi a lamelle. 
L'uso generico di agaricus per indicare diversi tipi di funghi è confermato dal termine berbero agursel "fungo" (in generale), che è un prestito proveniente da una forma latina *agaricellus (forse attraverso una lingua romanza d'Africa).

## Tassonomia
Secondo recenti studi fatti da Redhead ed altri il Coprinus comatus e il Coprinus sterquilinus (prima appartenenti alla famiglia Coprinacaeae), sono filogeneticamente più vicini al genere Agaricus che agli altri Coprinus e, pertanto, andrebbero inclusi nella famiglia Agaricaceae. In tale maniera la famiglia Coprinaceae diventerebbe un sinonimo di Agaricaceae e come tale superflua.
Sempre secondo Redhead le altre specie di Coprinus dovrebbero essere sistemate in tre nuovi generi:
1. Coprinopsis, comprendente il Coprinus atramentarius,
2. Coprinellus, comprendente il Coprinellus micaceus,
3. Parasola, comprendente il Coprinus plicatilis.

A seguito della rivisitazione del genere Coprinus la famiglia Coprinaceae diventerebbe un sinonimo della famiglia Agaricaceae, mentre Psathyrella, Coprinopsis, Coprinellus, Parasola andrebbero sistemati nella nuova famiglia Psathyrellaceae.

### Generi di Agaricaceae
Appartengono alla famiglia Agaricaceae i seguenti generi:
- Agaricus (1753)
- Amylolepiota Harmaja (2002)
- Cauloglossum Grev. = Podaxis Desv. (1809)
- Chitonia (Fr.) P. Karst. (1879)
- Chlorophyllum Massee (1898)
- Clavogaster Henn. (1896)
- Crucispora E. Horak (1971)
- Cystoagaricus Singer (1947)
- Cystolepiota Singer (1952) [1951]
- Endoptychum Czern. (1845)
- Lepiota (Pers.) Gray (1821)
- Leucoagaricus Locq. ex Singer (1948)
- Leucocoprinus Pat. (1888)
- Lycoperdon Pers., 1794
- Macrolepiota Singer (1948) [1946]
- Melanophyllum Velen. (1921)
- Montagnites Fr. (1838)
- Notholepiota E. Horak (1971)
- Podaxis Desv. (1809)
- Schulzeria Bres. & Schulzer (1886)
- Secotium Kunze (1840)

## Galleria d'immagini
Alcune specie rappresentative dei generi appartenenti alla famiglia delle Agaricaceae.

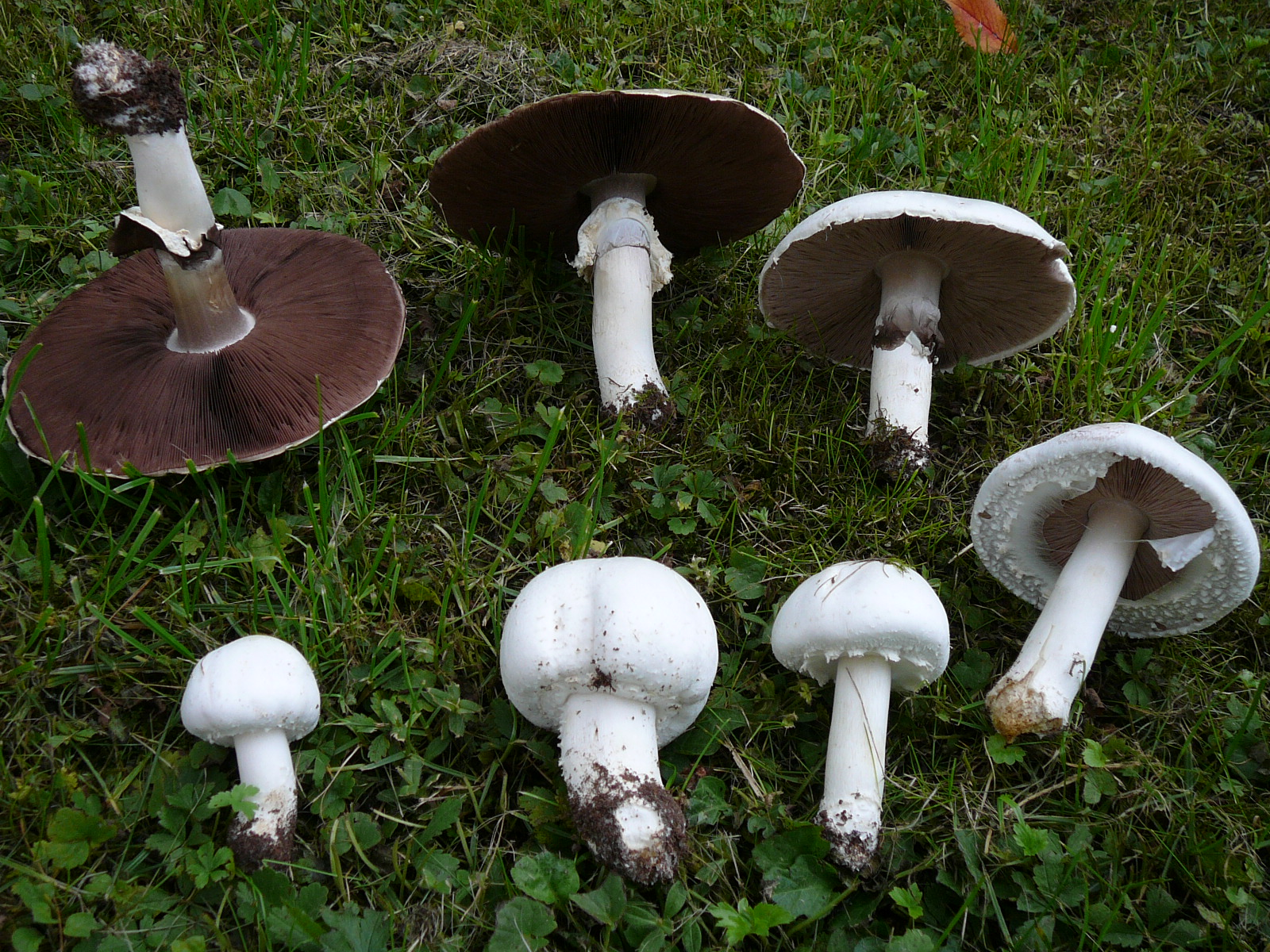
Agaricus arvensis
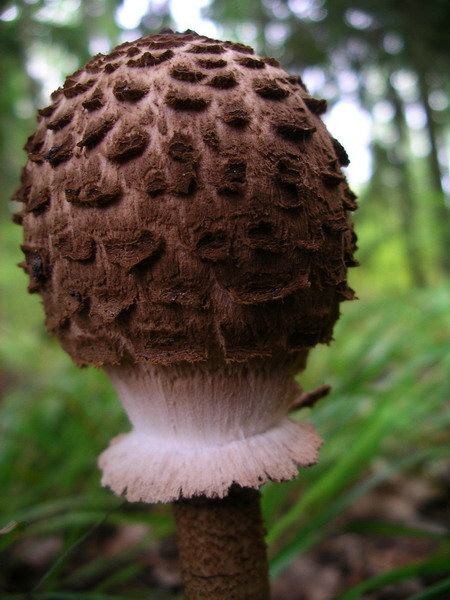
Chlorophyllum rhacodes (sin. Macrolepiota rhacodes)
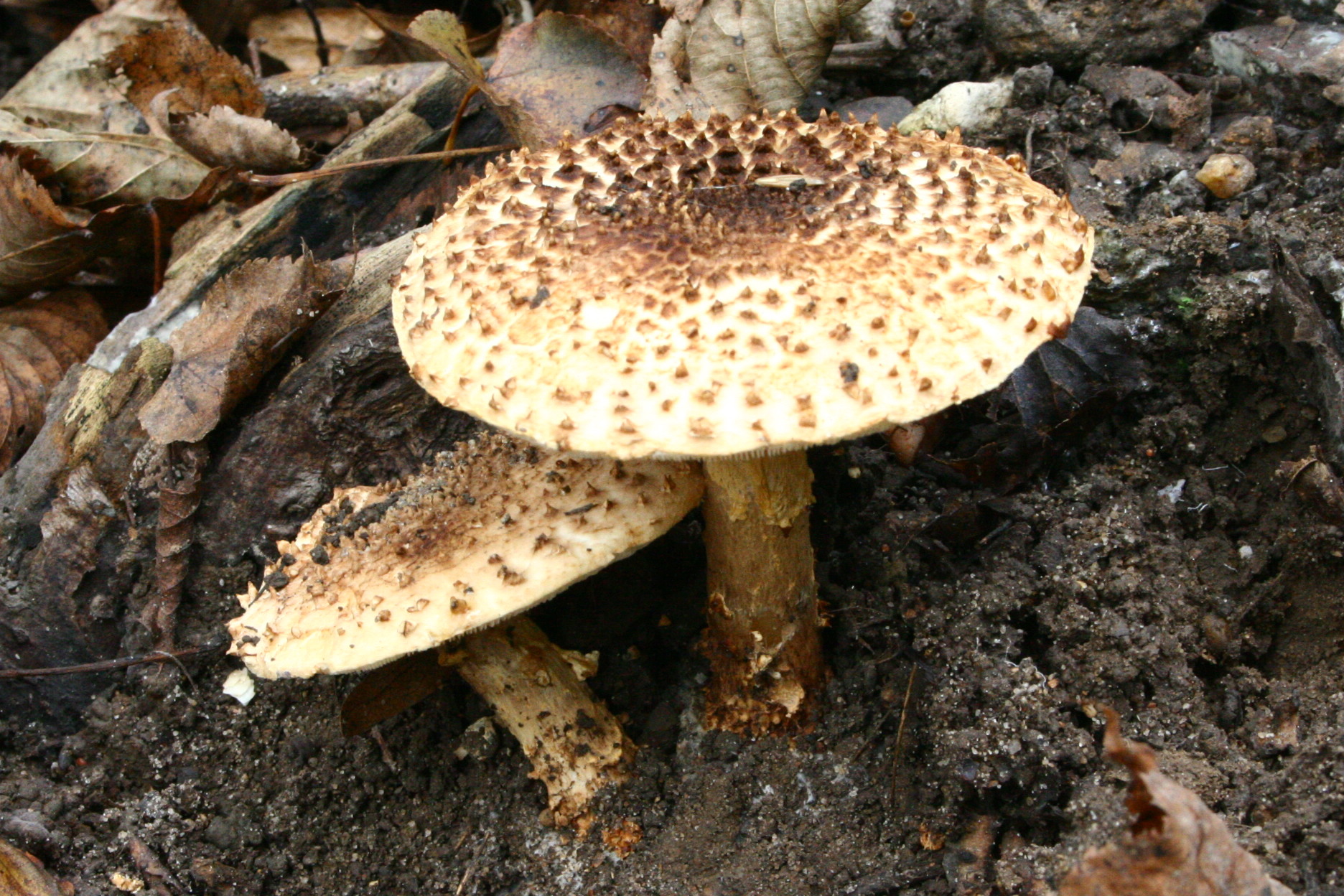
Lepiota aspera
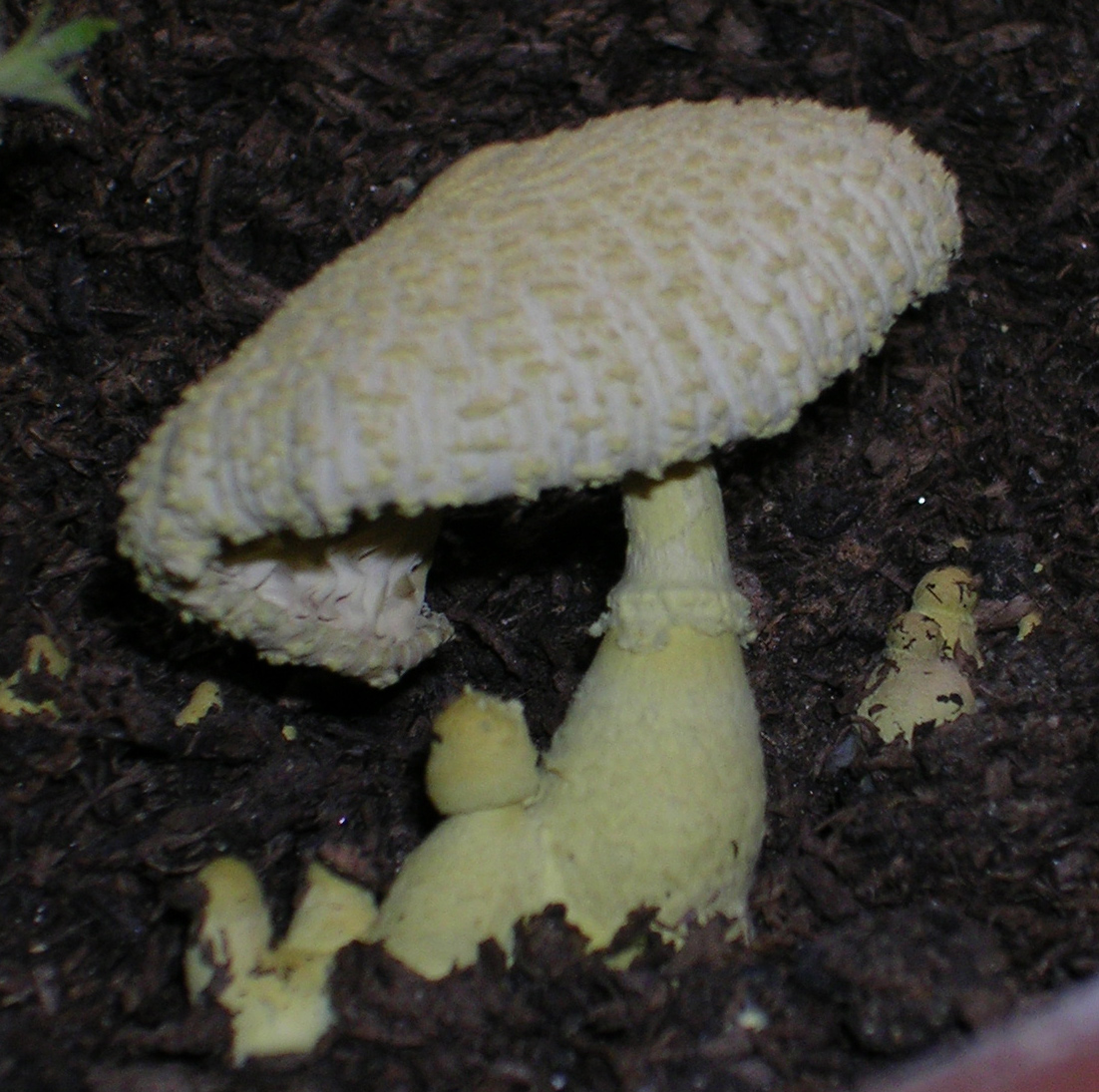
Leucocoprinus birnbaumii (sin. Lepiota lutea)
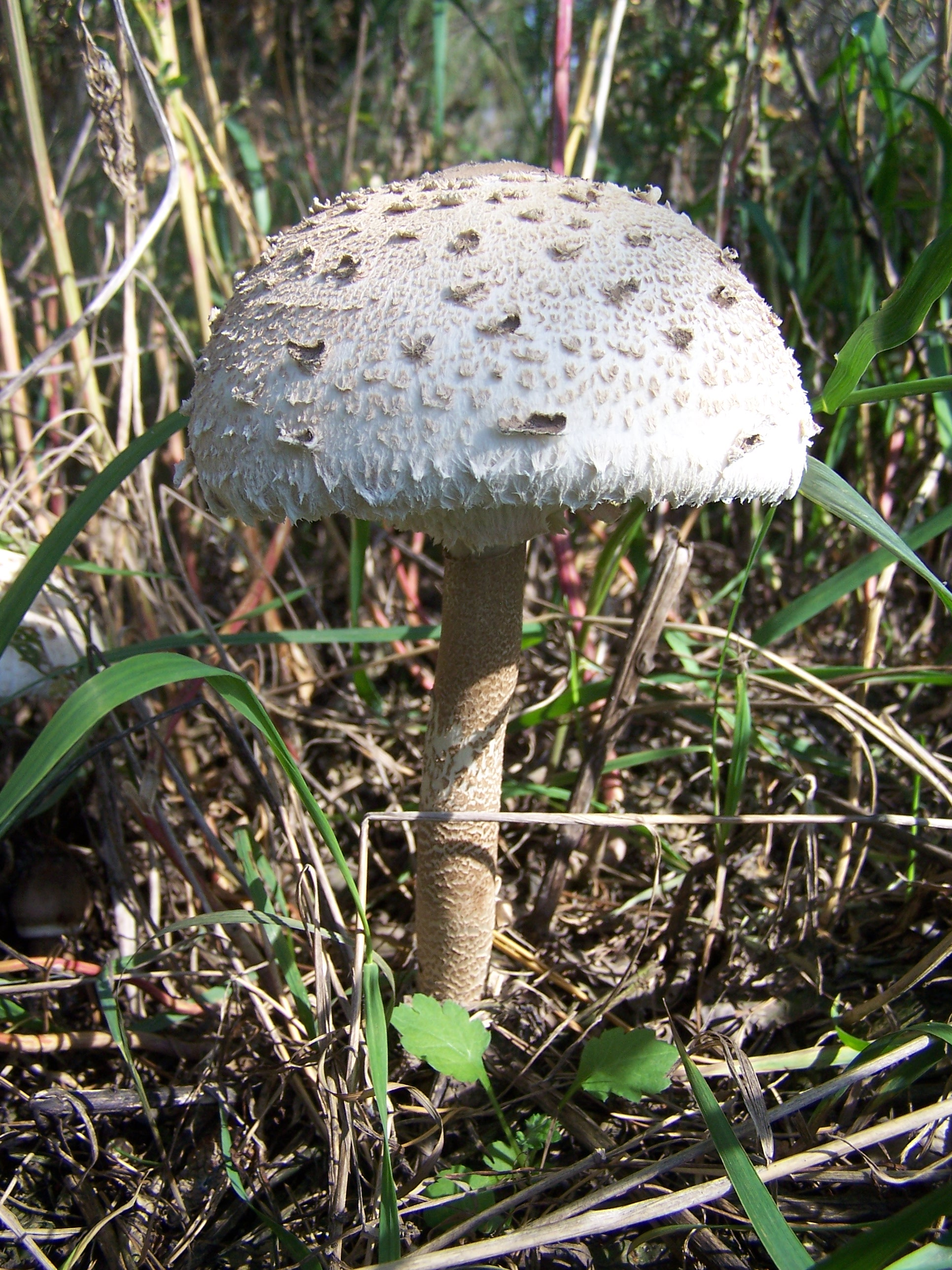
Macrolepiota procera